# Артур Герцог
Артур Герцог III (англ. Arthur Herzog III; народився 6 квітня 1927 року в Нью-Йорку ; помер 26 травня 2010 року в Саутгемптоні, Нью-Йорк) — американський прозаїк, публіцист і журналіст, добре відомий своєю науково-фантастичними творами та правдивими кримінальними книгами. Народився в родині пісняра Артура Герцога-молодшого. Він був одружений з Леслі Мандел, і у них не було дітей.

## Життєпис
Герцог народився на Мангеттені в родині Артура Герцога-молодшого та Елізабет Герцог, уродженої Дейтон. Його батько був автором пісень, який також написав деякі тексти для Біллі Голідей та Ірен Кітчінгс. Герцог вивчав англійську мову в Стенфордському університеті, де отримав ступінь бакалавра в 1950 році, і в Колумбійському університеті, де отримав ступінь магістра в 1956 році. З 1954 по 1957 рік він працював у «Fawcett Publications» у Грінвіч, Коннектикут. З 1957 року був вільним письменником.
Герцог був одружений шість разів і мав одного сина. Він помер у віці 83 років від ускладнень інсульту.

## Творчість
Його найвідомішою книгою є науково-фантастичний роман «Рій», у якому вид мутованих, агресивних бджіл спускається на Нью-Йорк. У 1978 році «Рій» був знятий Ірвіном Алленом як «Рій»  (The Swarm, 1978) Майклом Кейном, Річардом Чемберленом, Олівією де Гевілленд і Річардом Відмарком у головних ролях.
Ще однією екранізацією роману Герцога став фільм жахів про тварин «Косатка» (англ. «Orca», 1977), знятий Діно де Лаурентісом і знявши Річарда Гарріса та Шарлотту Ремплін у головних ролях.
Окрім науково-фантастичних романів, Герцог написав низку науково-популярних книг і репортажів; його найвідомішим твором цього типу є «Веско» (1987), у якому він пішов по сліду акули фондового ринку та шахрая Роберта Веско. Серед його правдивих кримінальних книг є «17 днів» (2003) про викрадення 9-річної Кеті Бірс у 1992 році.
Герцог крім того, був автором науково-дослідницьких нехудожніх книг: «Церковна пастка» — це критика протестантської, католицької та юдейської церковних організацій та установ, зокрема в США; «17 днів: Історія Кеті Бірс» розповідає про викрадення та сексуальне насильство над дитиною Кеті Бірс.

## Романи
- Рій (англ. «The Swarm»; 1974)
- Звуки Землі (англ. «Earthsound»; 1975)
- Косатка (англ. «Orca»; 1977)
- Спека (англ. «Heat»; 1977)
- Ай-к'ю 83 (англ. «IQ 83»; 1978)
- Зробіть нас щасливими (англ. «Make Us Happy»; 1978)
- Радий бути тут (англ. «Glad to be Here»; 1979)
- Овен здіймається (англ. «Aries Rising»; 1980)
- Жага (англ. «The Craving»; 1982)
- Сільські покупці (англ. «The Village Buyers»; 2003)
- Криготопія (англ. «Icetopia»; 2004)
- Безсмертник (англ. «Imortalon»; 2004)
- Місто, яке переїхало до Мексики (англ. «The Town That Moved To Mexico»; 2004)
- Третя держава (англ. «The Third State»; 2005)
- Полярний обмін (англ. «Polar Swap»; 2008)
- Межа реальності (англ. «The Edge of Reality»; 2008)

## Інші книги
- Встановлення миру у війні (нехудожня книга, 1969)
- Веско : від Волл-стріт до Куби Кастро : піднесення, падіння та вигнання короля злочинності білих комірців (нон-фікшн, 1987)
- Вбивство дроворуба (1989)
- 17 днів: Історія Кеті Бірс (Справжній злочин, 2003)
- Фактор BS (2003)
- L* S* I* T* T (1983, також як Takeover )
- Вбивця в нашому місті (справжній злочин, 2004)
- За межами наукової фантастики (оповідання, 2007)
- Як писати майже все швидше та краще (нон-фікшн, 2006)
- Частини тіла (оповідання, 2005)

## Фільмографія
- Косатка, 1977. За участю Річарда Гарріса та Шарлотти Ремплінг. Режисер: Діно Де Лаурентіс.
- Рій, 1978. У ролях: Майкл Кейн, Річард Чемберлен, Олівія де Гевіленд, Кетрін Росс, Річард Відмарк. Режисер: Ірвін Аллен.
- Крім того, «Дрімвокс» знімає фільм за його науково-фантастичним романом IQ 83.